# Prébiotique
Ne doit pas être confondu avec probiotique ou chimie prébiotique.

Exemple de prébiotique, un galactooligosaccharide.

Les prébiotiques sont des substances alimentaires composées généralement de glucides complexes connus sous le vocable d'oligosaccharides et de polysaccharides à courte chaîne, étant définis comme « un substrat qui est utilisé sélectivement par les microorganismes de l'hôte pour conférer des bénéfices sur la santé ». On distingue les prébiotiques  des probiotiques de par leur action sur les micro-organismes, tandis que les probiotiques sont eux-mêmes un ou plusieurs micro-organismes ayant des effets bénéfiques sur la santé. Les prébiotiques peuvent également être des polyphénols ou des acides gras polyinsaturés. Les prébiotiques sont généralement considérés comme non digestibles par l'humain et ne sont digérés que par les microorganismes de l'hôte, le plus souvent en acides gras à chaine courte.
Ces composés, constitués approximativement de deux à vingt unités de carbone, échappent à la digestion dans l’intestin grêle et sont des substrats potentiels pour l'hydrolyse et la fermentation par les bactéries intestinales.
Les prébiotiques doivent agir comme substrat sélectif d’une ou d’un nombre restreint de souches bactériennes bénéfiques qui résident dans le côlon et en stimuler la croissance. Les bifidobactéries et les lactobacilles sont les micro-organismes du microbiote intestinal (flore intestinale) les plus fréquemment ciblés.
Tout comme pour le côlon, l'utilisation de prébiotiques permet de rééquilibrer la flore vaginale et de lutter contre les agressions. Ils peuvent ainsi être utilisés pour diminuer le risque d’infections vaginales, de mycoses vaginales, de vaginites ou de vaginoses (infections vaginales bactériennes).
Des recherches récentes analysent les effets possibles des post-biotiques, métabolites issus du microbiote digestif, ou des synbiotiques (association de pré-/probiotiques utilisés en compléments alimentaires) qui auraient un rôle analogue dans une alimentation équilibrée et favoriseraient une meilleure homéostasie intestinale. Cependant, les études actuelles sur l'utilisation de probiotiques ou de synbiotiques pour traiter certaines pathologies ne donnent pas de résultats concluants. Pourtant émerge la notion de psychobiotiques (prébiotiques et probiotiques) qui amélioreraient la santé mentale en agissant sur le microbiote intestinal (action et rétroaction au niveau de l'axe intestin-cerveau).

## Sources de prébiotiques
Les prébiotiques peuvent se retrouver naturellement dans les fruits, les légumes, le miel, et sont extractibles (par exemple inuline). D'autres sont produits industriellement par hydrolyse des polysaccharides (par exemple des fructo-oligosides ou oligofructoses) ou synthétisés en soumettant des disaccharides tels que le lactose à l'action d’enzymes comme les lactases avec des activités transférases pour produire des trans-galacto-oligosaccharides ou par une réaction chimique d'isomérisation qui donne le lactulose. Certains prébiotiques sont présents dans le lait maternel (oligosaccharides).
L'humain est également capable de produire ses propres oligosaccharides, on les retrouve en effet en grande quantité dans le lait maternel sous le nom d'oligosaccharides du lait humain ou (HMO human milk oligosaccharide). Les HMO sont d'une importance cruciale dans la vie du nouveau-né en favorisant le développement des bactéries lactiques commensale telles que Bifidobacterium sp.

## Effets
Les effets des prébiotiques seraient :
- Augmentation de l’absorption de minéraux (en particulier du calcium et du magnésium) dans le côlon et diminution des pertes des tissus osseux[5]
- Abaissement des taux de lipides sanguins (controversée)
- Effet sur les fonctions immunitaires[6],[7]
- Effet protecteur contre le cancer du côlon[8]
- Diminution de la pression artérielle[9],[10]
- Les prébiotiques peuvent être efficaces pour réduire le nombre d'épisodes infectieux nécessitant des antibiotiques et le nombre total d'infections chez les enfants âgés de 0 à 24 mois[7].

L’administration d’inuline, d’oligofructose et de trans-galactooligosaccharides conduirait à une augmentation sélective de la concentration fécale des populations de bifidobactéries. Les bifidobactéries possèdent des quantités relativement élevées de ß-fructosidase qui est spécifique pour hydrolyser les liens ß1–2 des fructanes ; les lactobacilles peuvent également fermenter les fructo-oligosaccharides (FOS). À la différence d'autres sucres non digestibles comme les oligosaccharides du soja qui sont hydrolysés par une grande variété de bactéries intestinales, les FOS à courte chaîne sont fermentés in vitro par une gamme limitée de micro-organismes qui incluent la plupart des espèces de Bifidobacterium.
Une conséquence directe de l’effet prébiotique serait une amélioration des habitudes intestinales. Lorsque les prébiotiques deviennent disponibles dans le côlon, la masse bactérienne fécale augmente, ainsi que la teneur des selles en eau libre et/ou liée aux bactéries. Les prébiotiques améliorent la consistance des selles et augmentent la fréquence d’expulsion chez les sujets légèrement constipés.
L'Autorité européenne de sécurité des aliments estime que faute d'études spécifiques, les effets bénéfiques des prébiotiques de types trans-galactooligosaccharides et des fructanes de type inuline ajoutés aux aliments en tant qu'ingrédients, hormis l'amélioration du transit intestinal, ne sont pas prouvés.